# Графовая база данных

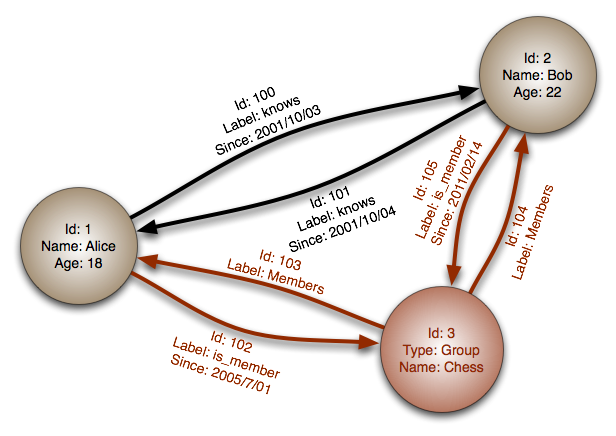
Графовая база данных

Гра́фовая база данных — разновидность баз данных с реализацией сетевой модели в виде графа и его обобщений. Графовая СУБД — система управления графовыми базами данных.
Модель хранения информации в виде графов, графов со свойствами в узлах и гиперграфов сложилась в 1990—2000 годах, хотя использование графов в виде модели представления данных сложилось ещё с 1980-х годов. Первая графовая СУБД Neo4j создана в 2007 году. По состоянию на начало 2020-х годов существуют десятки других графовых СУБД.
Графовую модель данных обычно рассматривают как обобщение RDF-модели или сетевой модели данных. Основными элементами модели являются узлы и связи. В зависимости от реализации узлов и рёбер графовую модель данных разделяют на несколько подтипов.
В графовых СУБД, как правило, разделяют подсистему хранения (англ. underlying storage) и механизм обработки (англ. processing engine).
Для аналитической работы с большими объёмами данных в глобальных графах применяются специализированные механизмы графовых вычислений (англ. graph compute engine). В отличие от графовых СУБД, ориентированных в основном на OLTP-приложения, в системах графовых вычислений используются подходы и методы оптимизации, свойственные OLAP. Существуют различные реализации механизмов для графовых вычислений, как резидентные (англ. in-memory), так и использующие энергонезависимые устройства хранения, как работающие на одном узле, так и распределённые (работающие на нескольких узлах одновременно).
Графовые базы данных применяются для моделирования социальных графов (социальных сетей), в биоинформатике, а также для семантической паутины. Для задач с естественной графовой структурой данных графовые СУБД могут существенно превосходить реляционные по производительности, а также иметь преимущества в наглядности представления и простоте внесения изменений в схему базы данных.

## Реализации
Некоторые известные графовые СУБД и СУБД с поддержкой графовой модели:
- AllegroGraph[англ.]
- ArangoDB (мультимодельная)
- FlockDB[англ.]
- Giraph
- HyperGraphDB (использует модель мультиграфа)
- IndraDB
- InfiniteGraph
- InfoGrid
- Neo4j (использует модель ориентированного графа)
- Amazon Neptune
- OrientDB (позиционируется как «мультимодельная СУБД»)
- SparkSee, ранее DEX[англ.]
- Sqrrl
- Titan
- Datomic[англ.]
- JanusGraph
- Blazegraph
- TerminusDB[англ.]
- Oracle Database[8][9]